# サクライソウ科
サクライソウ科（サクライソウか、Petrosaviaceae Hutch.）は単子葉植物の科。サクライソウ属3-4種とオゼソウ属1種（オゼソウJaponolirion osense）が属する。APG IIでは目に属さない独立の科として扱っているが、APG IIIでは単型目のサクライソウ目が設けられ、そのサクライソウ目に属することになった。

## 形態・生態
高山植物であり、苞葉のある総状花序・小花柄のある花・宿存性の花被片・3枚に分離した心皮・蜜腺・同時的な小胞子形成・袋果などの特徴をもつ。サクライソウ属は葉緑素のない腐生植物で、日本と中国に分布するサクライソウと、中国・東南アジアに分布する2種がある。オゼソウは日本の尾瀬など一部の高山のみに固有で、葉緑素を持つ。

## 旧分類
クロンキスト体系では、サクライソウ属（Petrosavia）のみからなる単型科とする。新エングラー体系ではサクライソウ属をユリ科に含めているので、サクライソウ科はない。
オゼソウは従来の分類ではユリ科（ダールグレン体系ではメランチウム科）に分類されていた。